# Othman al-Busaidi
Othman Ali Hila al-Busaidi (* 5. Januar 1992) ist ein omanischer Sprinter.

## Sportliche Laufbahn
Erste internationale Erfahrungen sammelte Othman al-Busaidi im Jahr 2011, als er bei den Asienmeisterschaften in Kōbe mit der omanischen 4-mal-400-Meter-Staffel in 3:09,28 min den fünften Platz belegte. Anschließend gewann er bei den Arabischen Meisterschaften in al-Ain in 3:08,82 min die Bronzemedaille hinter den Teams aus dem Sudan und Saudi-Arabien. 2013 nahm er erstmals an der Sommer-Universiade in Kasan teil und wurde dort im 800-Meter-Lauf in der ersten Runde disqualifiziert und schied mit der Staffel mit 3:19,50 min in der Vorrunde aus. Im Jahr darauf belegte er bei den Asienspielen in Incheon in 3:07,71 min den sechsten Platz mit der Staffel und zuvor gewann er bei den Hallenasienmeisterschaften in Hangzhou in neuer Landesrekordzeit von 3:13,49 min die Bronzemedaille hinter den Teams aus Kasachstan und China. 2015 belegte er bei den Arabischen Meisterschaften in Manama in 47,98 s den achten Platz im 400-Meter-Lauf und anschließend erreichte er bei den Asienmeisterschaften in Wuhan in 3:05,94 min den fünften Platz mit der Staffel. Daraufhin gelangte er bei den Militärweltspielen im südkoreanischen Mungyeong über 400 Meter bis in das Halbfinale, in dem er mit 47,94 s ausschied und mit der Staffel wurde er mit 3:10,24 min Siebter.
2017 gelangte er bei den Asienmeisterschaften in Bhubaneswar im Einzelbewerb bis in das Halbfinale und schied dort mit 47,74 s im Halbfinale aus, während er mit der Staffel in 3:06,79 min auf Rang sechs gelangte. Anschließend wurde er bei den Arabischen Meisterschaften in Radès in 47,64 s Achter über 400 Meter und schied dann bei der Sommer-Universiade in Taipeh mit 47,20 s im Halbfinale aus und wurde mit der Staffel im Vorlauf disqualifiziert. 2019 belegte er bei den Arabischen Meisterschaften in Kairo in 47,81 s den fünften Platz im Einzelbewerb und gewann mit der Staffel in 3:11,82 min die Bronzemedaille hinter den Teams aus dem Irak und Algerien. Ende Oktober schied er bei den Militärweltspielen in Wuhan mit 47,10 s in der ersten Runde aus und belegte mit der Staffel in 3:10,52 min den siebten Platz. Zudem stellte er in diesem Jahr mit 47,51 s in Teheran einen neuen Hallenrekord im 400-Meter-Lauf auf.

## Persönliche Bestzeiten
- 400 Meter: 47,05 s, 23. August 2017 in Taipeh
  - 400 Meter (Halle): 47,51 s, 4. März 2019 in Teheran (omanischer Rekord)
- 800 Meter: 1:53,22 min, 23. Juli 2011 in Gävle